# Ötisheim
Ötisheim är en kommun och ort i Enzkreis i regionen Nordschwarzwald i Regierungsbezirk Karlsruhe i förbundslandet Baden-Württemberg i Tyskland.
Kommunen ingår i kommunalförbundet Mühlacker tillsammans med staden Mühlacker.